# یواس‌اس چندلور (ای‌وی-۱۰)
یواس‌اس چندلور (ای‌وی-۱۰) (به انگلیسی: USS Chandeleur (AV-10)) یک کشتی بود که طول آن ۴۹۲ فوت (۱۵۰ متر) بود. این کشتی در سال ۱۹۴۱ ساخته شد.